# Leoni Wirth

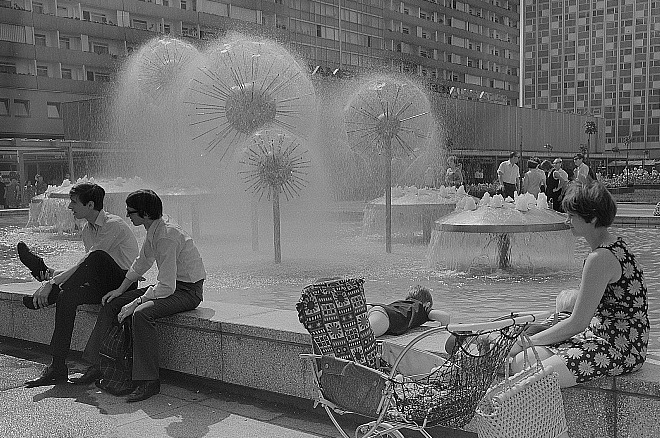
Vollständiger Pusteblumenbrunnen Dresden, um 1970

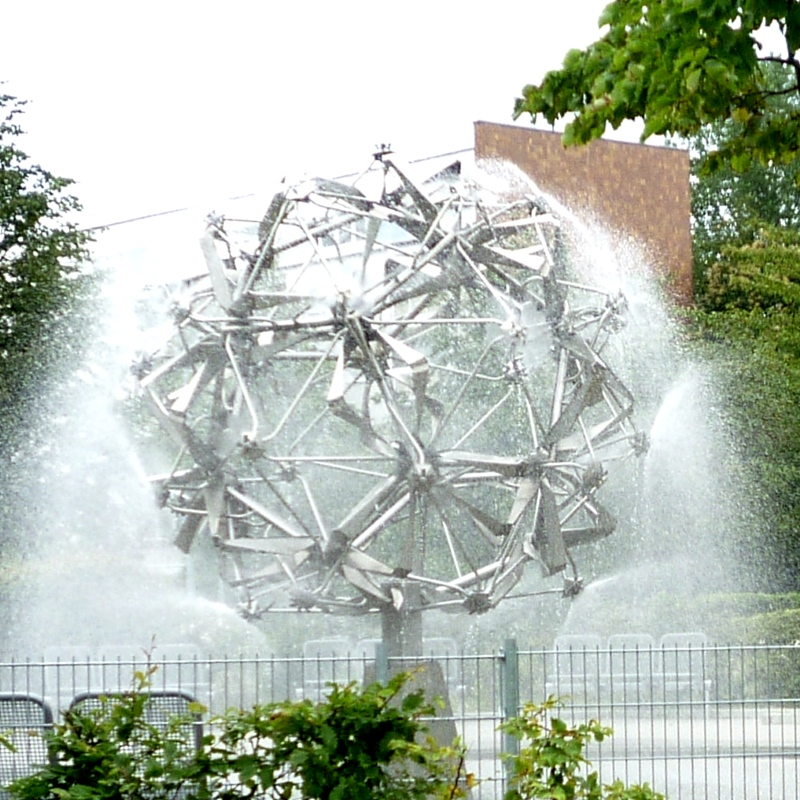
Pusteblume Rostock

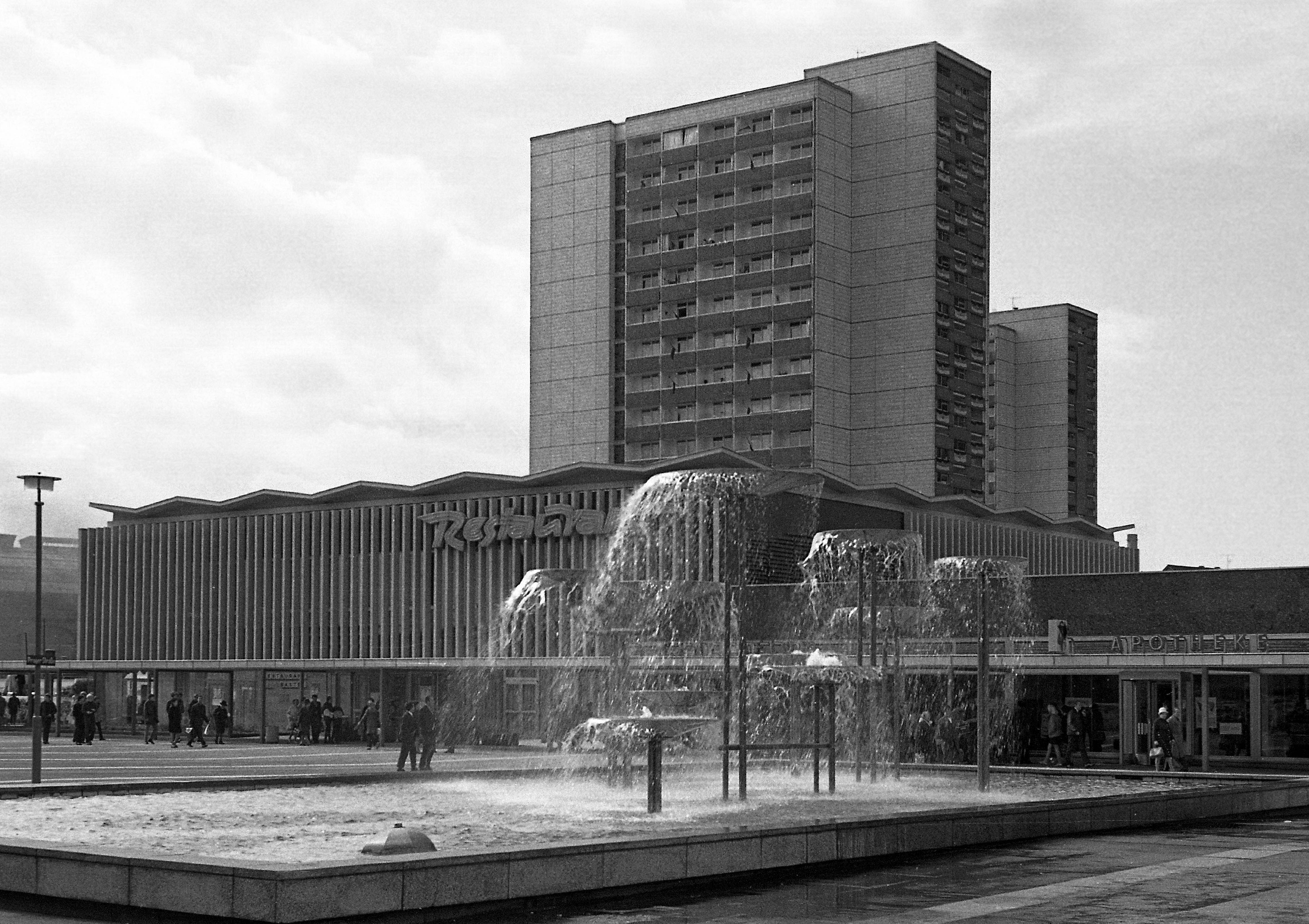
Schalen-Brunnen von Leoni Wirth (1969), Prager Straße Dresden

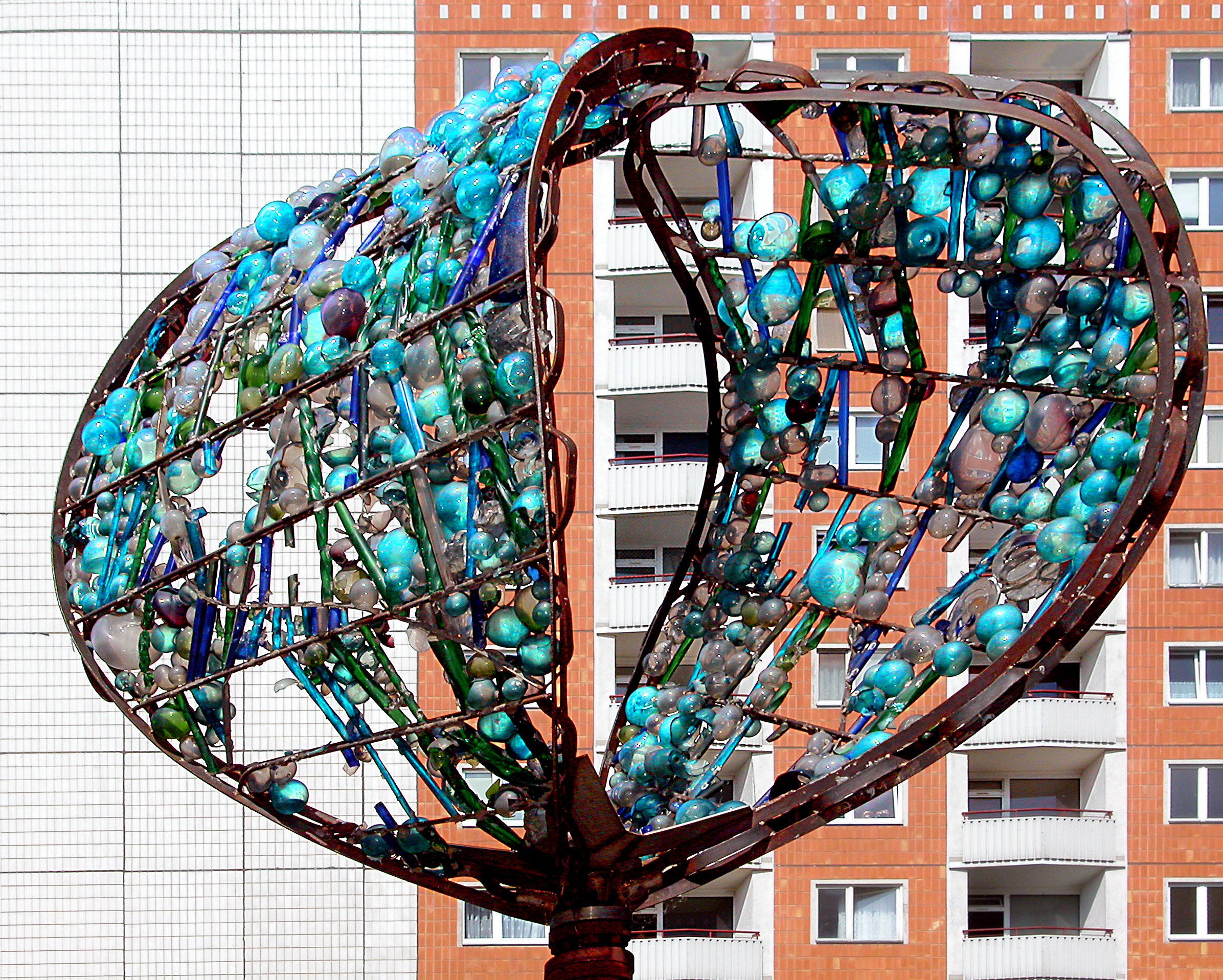
Windspiel in Dresden-Prohlis, Gamigstraße (wurde aufgrund von Vandalismus mittlerweile abgebaut)

Leoni Wirth (* 6. August 1935 in Dresden; † 9. August 2012 in Berlin) war eine deutsche Bildhauerin und Architektin. Sie schuf vor allem Glasgestaltungen und Wasserspiele.

## Leben
Leoni Wirth studierte zunächst zwei Jahre Architektur an der TH Dresden und von 1954 bis 1959 Bildhauerei an der Hochschule für Bildende Künste Dresden, unter anderem bei Walter Arnold und Hans Steger.  Zu ihren Kommilitonen gehörten u. a. Wolfram Hesse, August Martin Hoffmann, Joachim Liebscher und Marianne Traub. Für ihr Diplom schuf sie die Skulptur Knabe mit Kalb.
Leoni Wirth lebte und arbeitete bis etwa 2005 im von ihr entworfenen und 1964 erbauten Atelierhaus auf der Karpatenstraße 21 im Dresdner Stadtteil Rochwitz. Ab 1990 bis zu ihrem Weggang aus Dresden engagierte sie sich für den Tierschutz.
Ihre bekannteste Arbeit, der aus fünf Brunnen bestehende Pusteblumenbrunnen auf der Prager Straße in Dresden, wurde 2004 nach der Umgestaltung auf die drei kleineren Brunnen reduziert. Dagegen wehrte sich Leoni Wirth, da dies nach ihrer Meinung eine Verletzung des Urheberrechts darstellt. Die anderen Teile wurden von Alexander Bergmann, dessen Großvater Karl Bergmann (Kunstschmied) bereits 1970 am Original mitarbeitete, restauriert, komplettiert und 2009 auf dem Albert-Wolf-Platz in Prohlis installiert. Im „Neubaugebiet Prohlis“ gab es bereits seit den 1980er Jahren die Windfahne von Wirth, welche 2016 abgebaut und eingelagert wurde.
Der sogenannte Schalenbrunnen auf der Prager Straße war bis zum Hochwasser 2002 in Betrieb und wurde anschließend demontiert und im Lapidarium Zionskirche eingelagert. Im Jahr 2017 wurde entschieden, den Brunnen 500 Meter entfernt von seinem ursprünglichen Standort am Dippoldiswalder Platz als Teil eines neuen Promenadenrings wieder aufzustellen. Im April 2021 wurde der aus zehn Schalen bestehende Brunnen am neuen Standort eingeweiht.

## Arbeiten im öffentlichen Raum
- Pusteblumenbrunnen (Dresden, Prager Straße)[11][12]
- Schalenbrunnen Wasserspiel (Dresden, Prager Straße)[11], seit 2021 Dippoldiswalder Platz
- Pusteblume (Rostock, Lütten Klein)
- Glasbrunnen (Dresden, Pirnaischer Platz)
- Sonnenuhr mit farbigen Gläsern (Dresden, Robert-Sterl-Straße)
- Windplastik (Dresden-Prohlis, Gamigstraße)